# Thuraiyur
Thuraiyur é uma cidade e um município no distrito de Tiruchirappalli, no estado indiano de Tamil Nadu.

## Demografia
Segundo o censo de 2001,  Thuraiyur  tinha uma população de 30,998 habitantes. Os indivíduos do sexo masculino constituem 50% da população e os do sexo feminino 50%. Thuraiyur tem uma taxa de literacia de 73%, superior à média nacional de 59.5%: a literacia no sexo masculino é de 80% e no sexo feminino é de 67%. Em Thuraiyur, 10% da população está abaixo dos 6 anos de idade.